# Comuna Fărăgău, Mureș
Fărăgău (în maghiară: Faragó, în germană: Hölzeldorf) este o comună în județul Mureș, Transilvania, România, formată din satele Fărăgău (reședința), Fânațe, Hodaia, Onuca, Poarta și Tonciu.

## Demografie
Componența etnică a comunei Fărăgău
     Romi (56,97%)
     Români (28,45%)
     Maghiari (5,69%)
     Alte etnii (8,89%)
Componența confesională a comunei Fărăgău
     Ortodocși (37,4%)
     Reformați (36,93%)
     Baptiști (12,69%)
     Romano-catolici (1,72%)
     Alte religii (2,25%)
     Necunoscută (9,01%)
Conform recensământului efectuat în 2021, populația comunei Fărăgău se ridică la 1.687 de locuitori, în creștere față de recensământul anterior din 2011, când fuseseră înregistrați 1.683 de locuitori. Majoritatea locuitorilor sunt romi (56,97%), cu minorități de români (28,45%) și maghiari (5,69%). Din punct de vedere confesional, cei mai mulți locuitori sunt ortodocși (37,4%), cu minorități de reformați (36,93%), baptiști (12,69%) și romano-catolici (1,72%), iar pentru 9,01% nu se cunoaște apartenența confesională.

## Politică și administrație
Comuna Fărăgău este administrată de un primar și un consiliu local compus din 11 consilieri. Primarul, Ioan Milășan[*], de la Partidul Social Democrat, este în funcție din 2008. Începând cu alegerile locale din 2024, consiliul local are următoarea componență pe partide politice:
|  | Partid                          | Consilieri | Componența Consiliului | Componența Consiliului | Componența Consiliului | Componența Consiliului |
|  | ------------------------------- | ---------- | ---------------------- | ---------------------- | ---------------------- | ---------------------- |
|  | Partidul Social Democrat        | 4          |                        |                        |                        |                        |
|  | Alianța pentru Unirea Românilor | 4          |                        |                        |                        |                        |
|  | Partidul Național Liberal       | 2          |                        |                        |                        |                        |
|  | Partida Romilor „Pro Europa”    | 1          |                        |                        |                        |                        |

## Atracții turistice
- Biserica de lemn din Poarta
- Biserica reformată din Tonciu, Mureș
- Monumentul Eroilor din satul Poarta
- Rezervația naturală "Lacul Fărăgău" (35 ha)